# Giải vô địch bóng đá nữ châu Phi 2008
Giải vô địch bóng đá nữ châu Phi 2008 diễn ra tại Guinea Xích Đạo từ 15 tháng 11 đến 29 tháng 11 năm 2008. Guinea Xích Đạo lần đầu lên ngôi sau khi vượt qua Nam Phi trong trận chung kết.

## Vòng loại

### Vòng một
Các trận đấu diễn ra từ 30 tháng 11 tới 16 tháng 12 năm 2007. Cameroon, CHDC Congo, Ghana, Mali, Nigeria và Nam Phi không phải thi đấu vòng này.
| Đội 1    | TTS | Đội 2          | Lượt đi | Lượt về |
| -------- | --- | -------------- | ------- | ------- |
| Maroc    | 1–3 | Algérie        | 0–1     | 1–2     |
| Zimbabwe | 6–3 | Zambia         | 3–1     | 3–2     |
| Eritrea  | 2–4 | Tanzania       | 2–3     | 0–1     |
| Botswana | 1–9 | Namibia        | 0–3     | 1–6     |
| Sénégal  | 1–3 | Bờ Biển Ngà    | 1–1     | 0–2     |
| Tunisia  | w/o | Ai Cập         | —       | —       |
| Burundi  | w/o | Cộng hòa Congo | —       | —       |
| Guinée   | w/o | Bénin          | —       | —       |

Ai Cập, Burundi và Bénin bỏ cuộc.

### Vòng hai
Diễn ra từ 24 tháng 2 tới 8 tháng 3 năm 2008.
| Đội 1          | TTS  | Đội 2      | Lượt đi | Lượt về |
| -------------- | ---- | ---------- | ------- | ------- |
| Tunisia        | 2–1  | Algérie    | 0–0     | 2–1     |
| Cộng hòa Congo | 5–2  | CHDC Congo | 4–1     | 1–1     |
| Zimbabwe       | 1–6  | Nam Phi    | 1–4     | 0–2     |
| Tanzania       | 1–5  | Cameroon   | 0–3     | 1–2     |
| Namibia        | 1–13 | Nigeria    | 0–3     | 1–10    |
| Guinée         | 0–11 | Mali       | 0–8     | 0–3     |
| Bờ Biển Ngà    | 1–4  | Ghana      | 1–1     | 0–3     |

## Vòng chung kết

### Vòng một

#### Bảng A
| Đội             | Tr | T | H | B | BT | BB | Đ |
| --------------- | -- | - | - | - | -- | -- | - |
| Guinea Xích Đạo | 3  | 3 | 0 | 0 | 8  | 3  | 9 |
| Cameroon        | 3  | 2 | 0 | 1 | 3  | 2  | 6 |
| Cộng hòa Congo  | 3  | 1 | 0 | 2 | 3  | 6  | 3 |
| Mali            | 3  | 0 | 0 | 3 | 2  | 5  | 0 |

| Guinea Xích Đạo    | 1–0 | Cameroon |
| ------------------ | --- | -------- |
| Añonma 16' (ph.đ.) |     |          |

| Mali | 0–1 | Cộng hòa Congo     |
| ---- | --- | ------------------ |
|      |     | Passou N'Diaye 69' |

| Cameroon                          | 2–1 | Mali                |
| --------------------------------- | --- | ------------------- |
| Bekombo 38' · Ngo Ndoumbouk 90+3' |     | Doumbia 75' (ph.đ.) |

| Guinea Xích Đạo                                                    | 5–2 | Cộng hòa Congo                  |
| ------------------------------------------------------------------ | --- | ------------------------------- |
| S. Simporé 1' · Chinasa 9' · Amarachi 46' · Añonma 65' 90' (ph.đ.) |     | Passou N'Diaye 5' · Mabonzo 14' |

| Guinea Xích Đạo          | 2–1 | Mali       |
| ------------------------ | --- | ---------- |
| Chinasa 18' · Añonma 88' |     | Diarra 30' |

| Cameroon       | 1–0 | Cộng hòa Congo |
| -------------- | --- | -------------- |
| Ngono Mani 45' |     |                |

#### Bảng B
| Đội     | Tr | T | H | B | BT | BB | Đ |
| ------- | -- | - | - | - | -- | -- | - |
| Nam Phi | 3  | 2 | 0 | 1 | 3  | 2  | 6 |
| Nigeria | 3  | 1 | 2 | 0 | 2  | 1  | 5 |
| Ghana   | 3  | 1 | 1 | 1 | 4  | 4  | 4 |
| Tunisia | 3  | 0 | 1 | 2 | 3  | 5  | 1 |

| Nigeria      | 1–1 | Ghana    |
| ------------ | --- | -------- |
| Chiejine 90' |     | Okoe 32' |

| Nam Phi         | 2–1 | Tunisia |
| --------------- | --- | ------- |
| Matlou · Ngwane |     | Guedri  |

| Ghana | 0–1 | Nam Phi   |
| ----- | --- | --------- |
|       |     | Phewa 24' |

| Tunisia | 0–0 | Nigeria |
| ------- | --- | ------- |
|         |     |         |

| Nigeria      | 1–0 | Nam Phi |
| ------------ | --- | ------- |
| Chiejine 16' |     |         |

| Ghana                                | 3–2 | Tunisia              |
| ------------------------------------ | --- | -------------------- |
| Ibrahim 45+1' · Abdul-Rahman 51' 82' |     | Mamay 4' · Abidi 48' |

### Vòng đấu loại trực tiếp

#### Bán kết
| Guinea Xích Đạo | 1–0 | Nigeria |
| --------------- | --- | ------- |
| Añonma 58'      |     |         |

| Nam Phi            | 3–0 | Cameroon |
| ------------------ | --- | -------- |
| Matlou 28' 47' 80' |     |          |

#### Tranh hạng ba
| Nigeria                                  | 1–1 | Cameroon                                               |
| ---------------------------------------- | --- | ------------------------------------------------------ |
| Eke 28'                                  |     | Onguene Aboudi 64'                                     |
| Loạt sút luân lưu                        |     |                                                        |
| Eke · Ekpo · Chiejine · George · Nkwocha | 4–3 | Ngo Ndoumbouk · Manie · Bella · Onguene Aboudi · Mbida |

#### Chung kết
| Guinea Xích Đạo        | 2–1 | Nam Phi    |
| ---------------------- | --- | ---------- |
| Diala 22' · Añonma 68' |     | Matlou 35' |